# Asaccus caudivolvulus
Asaccus caudivolvulus es una especie de gecos pertenecientes a la familia Phyllodactylidae.

## Distribución geográfica y hábitat
Es endémica del norte de Omán y el este de los Emiratos Árabes Unidos. Su rango altitudinal oscila entre 0 y 1000 m s. n. m..